# 밀라그로스 카브랄
밀라그로스 카브랄 데 라 크루스(스페인어: Milagros Cabral De La Cruz, 1978년 10월 17일 도미니카 공화국 산토도밍고 ~ )는 도미니카 공화국의 전 여자 배구 선수이며, 스파이크 높이는 308cm, 블로킹 높이는 305cm이다. KOVO에는 밀라라는 선수명으로 등록되어 있다.

## 약력
밀라그로스 카브랄은 1997년에 일본 파이오니어 레드윙스에 입단하며 그녀의 외국 선수 생활을 시작하였다. 이후 그녀는 1998년에 이탈리아의 마르시 팔레르모, 스페인의 꼰스트루시오네스 다메사 데 부르고스 클럽과 우니베르시다드 데 부르고스에서 2001년부터 2003년까지 활약하였다. 이후 이탈리아 리그와 러시아 리그, 푸에르토리코 리그, 자국 리그에서 선수 생활을 하였다.
2003년에 그녀는 팬 아메리칸 컵에 출전하여 우승에 기여하였고, 2004년 아테네 올림픽에 국가 대표로 출전하였다. 이후 2008년까지 각종 챔피언십 대회에서 다수의 금메달과 동메달을 획득하였다. 10세 연상의 변호사인 남편을 두고 있는 주부 선수이기도 하다.
그녀는 2008년 10월에 한국도로공사에 입단하였다. IBK 기업은행컵 양산 프로배구에는 모국인 도미니카 공화국 국가대표 경기 때문에 출전하지 않았으나 정규 리그가 시작되면서 눈에 띄는 활약을 펼쳤고, 총 774득점을 기록하며 득점상을 수상하였다. 그녀가 역대 최고 개인 득점 기록을 세우며 득점상을 따게 되면서 소속팀 한국도로공사는 2006~2007시즌 레이첼 반 미터와 2007~2008 시즌 한송이에 이어 3연속 득점상 수상자를 배출하는 기쁨도 안았으나,
도로공사는 3시즌 연속으로 주공격수에게 높은 점유율을 기록할 정도로 편중 현상이 심했고, 이 때문에 많은 공격을 소화하는 공격수들은 시즌이 끝난 후 부상으로 수술을 받기까지 했다. 실제로 KBS N sports의 박미희 배구 해설 위원은 이른바 "몰빵"(이것은 특정인이나 특정 대상에 지나칠 정도로 편중되는 현상을 이르는 신조어이다)이라는 표현을 쓰며 그녀에 대한 지나친 편중 현상을 비판하기도 했다.
2012년 하계 올림픽에 참가한 후 현역에서 은퇴했다.

## 수상 경력
- 2003년 팬-아메리칸 컵 MVP
- 2003년 팬-아메리칸 컵 베스트 공격상
- 2008년 푸에르토리코 리그 수페리어 데 볼레이볼(MVP)
- NH농협 2008~2009 V-리그 4라운드 최우수 선수상
- NH농협 2008~2009 V-리그 정규 리그 득점상